# Auguste Maquet

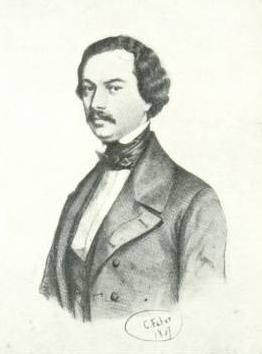
Auguste Maquet in 1847

Auguste Maquet (Parijs, 13 september 1813 - Parijs, 8 januari 1888) was een Franse auteur, vooral bekend als de voornaamste medewerker van Alexandre Dumas père.
Geboren in Parijs studeerde hij aan het Lycée Charlemagne en werd op 18-jarige leeftijd docent. Zijn pad kruiste dat van Dumas in 1838, geïntroduceerd door Gérard de Nerval. Nerval vroeg Dumas om een toneelstuk van Maquet te herschrijven, wat leidde tot de publicatie van "Le Chevalier d'Harmental" onder Dumas' naam.
De twee begonnen historische romans samen te schrijven, waarbij Maquet de plots en personages schetste en Dumas kleurrijke dialoog toevoegde. Hun samenwerking eindigde in 1851 met een juridisch geschil waarin Maquet co-auteurschap en royalty's eiste. De rechtbank oordeelde in het voordeel van Dumas, en Maquet ging verder met een productieve solocarrière.
Maquet's bijdrage aan Dumas' meesterwerken blijft onderwerp van debat. Sommigen beschouwen hem als een onderschatte kracht achter de schermen, terwijl anderen zijn rol minimaliseren. In de film L'Autre Dumas uit 2010 werd Maquet vertolkt door Benoît Poelvoorde.